# لورينزو دي ميديشي
لورينزو دي بييرو دي ميديشي، الملقب  لورينزو الرائع (فلورنسا، 1 يناير 1449 - فلورنسا، 8 أبريل 1492)، حاكم فلورنسا في النصف الثاني من القرن الخامس عشر، أديب وراعي فنون كبير، ينتمي إلى سلالة ميديشي.
هو أحد أفراد الأسرة التجارية القوية النفوذ الغنية التي سيطرت على فلورنسا طوال قرن ونصف القرن (حوالي 1390 م - 1540 م)، ولعله كان أبرز أعضاء هذه الأسرة. فحياته كانت حافلة وخصبة. حكم فلورنسا من عام 1478 م إلى 1492 م، وكانت فترة حكمه دكتاتورية، تميزت بالتجسس من قبل الشرطة، والتعذيب والسجن بلا محاكمة، ولكنها كانت في الوقت نفسها عصراً ذهبياً من حيث الفنون والبناء بتشجيع من لورينزو نفسه، وفي أغلب الأحيان بتمويله، وكان هو شخصياً كاتباً ممتازاً، وكان عصره كذلك عصر ازدهار بالنسبة إلى التجار، وأصحاب المصارف، ورجال أعمال، والكثير من الحرفيين، كما للطبقات الفقيرة، وجعل لورينزو المركز الرئيسي للفن في إيطاليا، كما جعل اللغة الإيطالية الفلورنسية اللهجة الرئيسية للإيطاليين.

## السيرة
لورينزو هو حفيد كوزيمو دي ميديشي الملقب بالعجوز مؤسس السلطان الميديشي وابن بييرو دي كوزيمو دي ميديشي ولوكريسيا تورنابووني. تلقى تربية إنسانية عميقة وإعداداً سياسياً دقيقاً، سمحا له وما يزال شاباً جداً سنة 1466، بدخول الباليا ومجلس مئة، ليستعد لخلافة والده الذي كان في حالة صحية سيئة. كانت توليته بمهام في نابولي وروما والبندقية بعمر السادسة عشر طريقة لإظهار مقدرته السياسية قبل استلامه سيادة فلورنسا. كما نجح باستعمال الشرف والذهب أن يضم إلى جانب آل ميديشي لوكا بيتي أكبر حلفاء خصومهم السياسيين. في سنة 1468، وبفضل الاهتمام المباشرة من والدته لوكريسيا تورنابووني، خطب كلاريشي أورسيني التي تزوجها في العام الموالي، وأنجبت له أبناءه بييرو وجوفاني (لاون العاشر مستقبلاً) وجوليانو وأربع بنات (لوكريسيا ومادالينا ولويزا وكونتيسينا). كانت هي المرة الأولى التي يتزوج فيها ميديشي بامرأة من أسرة نبيلة، مقيماً لتحالف بين آل ميديشي وآل أورسيني سيكون مفتاح وصول أول كاردينال بالأسرة وهو ابنه جوفاني.
تزوج كلاريشي أورسيني سنة 1469، وعند وفاة والده في العام ذاته، اسلتم لورينزو البالغ آنذاك العشرين من عمره مع شقيقه جوليانو السلطة على فلورنسا. ترك جوليانو واجبات الحكم على الفور إلى شقيقه معترفاً بمقدرته الأعلى. لم يقبل لورينزو السلطة رسمياً، مفضلاً أن يعتبر مجرد مواطن فلورنسي عادي، في حين أنه كان عملياً ممسكاً بسلطة المدينة والدولة. في الفترة من عام 1469 حتى 1472 أعاد تشكيل مؤسسات الدولة بالكامل، أخـمـَد كل العداوات بين العائلات وحل جميع المشاكل العائلية بطريقة تجعله الحاكم الأعلى في جميع الأمور. بتعديلات طفيفة على الدستور البلدي ضـَمـِن لنفسه السلطة دون فقدان التأييد الشعبي: تم الحـِفاظ على الإدارات البلدية بيد أنها جـُردت من اتخاذ القرارات، وكانت مجرد أدوات بيديه.
جمع لورينزو في نفسه سلطة سياسية واقتصادية وحباً للفن والثقافة ممثلاً التجسيد الأمثل للأمير النهضوي، ومصبحاً الحاكم الحقيقي للمدينة: كان مستعداً ليحكم حكماً مطلقاً. وعلاوة على ذلك، أمـّن فترة من التوازن بين مختلف القوى الإيطالية، ليستحق لقب «إبرة الميزان الإيطالي».
بعد ترويض تمردي فولتيرا وبراتو، بعد عشر سنوات من الحكم، كان على الأخـَوَين ميديشي مواجهة تصاعد الهجمات من الأسر المنافسة، وفي مقدمتها عائلة باتسي الذي خططوا لمؤامرة باتسي الشهيرة بهدف قتل الشقيقين. يوم 26 أبريل من عام 1478 أثناء الاستماع إلى قداس في كاتدرائية سانتا ماريا دل فيوري، هـُوجـِم الأخـَوَان. ضـُرب جوليانو حتى الموت على يد القاتل المأجور برناردو بانديني، بينما أصيب لورينزو بجروح طفيفة، ونجى محتمياً بخزانة بمساعدة من قبل بعض الأصدقاء من بينهم أنجلو بوليزانو. تعرّض المتآمرون ومنهم أيضاً شخصيات سياسية من خارج فلورنسا كالبابا سيكستوس الرابع وابن شقيقه جيرولامو رياريو حاكم فورلي وإيمولا لأعمال ثأر وانتقام قاسية.
حـَـرَم البابا المستنكر لتلك المعاملة للمتآمرين لورينزو كنسياً، وتحالف مع فرديناندو الأول ملك نابولي ومع جمهورية سيينا ضد فلورنسا حليفة ميلانو والبندقية. هـُزم التحالف الفلورنسي على يد ملك نابولي في ما سـُميت بحرب باتسي (على اسم المؤامرة). وفي سنة 1479 مباشرة بعد نهاية حصار كولي فال ديلسا (الذي أنهى الأعمال الحربية)، ذهب لورينزو شخصياً بشجاعة إلى نابولي للتفاوض مع فرديناند الأول، وتمكن من إقناعه بمبرراته وحصل منه على انسحاب قواته من توسكانا، فاكاً ارتباطه مع البابا.
استقباله الفلورنسيون استقبال الأبطال لدى عودته إلى المدينة بوصفه منقذ الوطن. وعرض سيكستوس الرابع المنعزل السلام على فلورنسا في 1480.
استغل لورينزو اللحظة المناسبة مدعوماً بهذه النجاحات ليحكم قبضته على السلطة من خلال إنشاء مجلس والسبعين، وهي هيئة شكلتها الحكومة من الموالين للأسرة مقللاً من سلطة البريوريين وغونفالونييري العدل. تحسنت علاقة الميديشي مع البابوية مع البابا الجديد إنوسنتيوس الثامن، لأن الرائع كان مقتنعاً أن من شأن التحالف بين فلورنسا ونابولي ودولة الكنيسة إبقاء الأجانب خارج التراب الإيطالي.
يذكر لورينزو الرائع باعتباره مدير السياسة الإيطالية، كان قادراً على خلق التوازن الذي كان مصدراً للسلام بين الدول الإيطالية استمر حتى وفاته في 8 أبريل 1492. علـّقت كاتيرينا سفورزا حاكمة إيمولا وفورلي حين علمت بموته: «إن الطبيعة لن تنتج أبداً رجلاً مثله».
و في عام 1494، عادت الخلافات بين الدول إلى الظهور، وغزا شارل الثامن ملك فرنسا شبه الجزيرة الإيطالية.

## روابط خارجية
- لورينزو دي ميديشي على موقع الموسوعة البريطانية (الإنجليزية)
- لورينزو دي ميديشي على موقع ميوزك برينز (الإنجليزية)
- لورينزو دي ميديشي على موقع إن إن دي بي (الإنجليزية)
- لورينزو دي ميديشي على موقع ديسكوغز (الإنجليزية)